# 田中喜美子
田中喜美子（たなか きみこ、1930年2月15日 - ）は、日本のフェミニズム運動家・編集者。
東京生まれ。早稲田大学文学部フランス文学科卒業。大学院へ進むが、夫の田中昭二（東大名誉教授）の渡米に従い、研究者を断念。グループわいふ代表取締役、政治雑誌『ファム・ポリティク』編集長。1976-2000年主婦の投稿誌『わいふ』編集長。1997年「ニュー・マザリングシステム（NMS）研究会」を創設。
1999年、林道義の『主婦の復権』に関して『諸君!』誌上で論争を行った。

## 著書
- 『書きたい女たちへ 体験的文章入門』径書房, 1984.9. のち現代教養文庫
- 『妻たちはガラスの靴を脱ぐ』汐文社, 1986.4
- 『働く女性の子育て論』 1988.11. 新潮選書
- 『いじめられっ子も親のせい!? いじめのシグナルに気づくのは親の責任』主婦の友社, 1996.5
- 『どうせ死ぬなら上手に死のう 死ぬのに必要な手続きのすべて』集英社, 1996.9
- 『No!と言える子育て 子どもを蝕む22の育児常識』飛鳥新社, 1999.2
- 『「生きる力」と「ガマン」を育てる5つのしつけ 今、子どもにいちばん必要なこと』主婦の友社 2001.2
- 『「しつけ」のできる親になる 必要なのは正しい自信です』海竜社, 2002.2
- 『本当の金銭教育 新・家庭内教育法』ソフトマジック, 2003.10
- 『母子密着と育児障害』 2004.5 講談社+α新書
- 『子育て大崩落 子どもは母親から引きはがせ 毎日新聞社, 2004.10
- 『親にも言わせろ!「教育改革」 学校不信はどうして生まれる?』教育史料出版会, 2005.11
- 『こうすれば子どもは「ちゃんと」ききわける 「言うことをきかない子」のしつけ』PHP研究所京都本部, 2006.4
- 『大切に育てた子がなぜ死を選ぶのか?』2007.2. 平凡社新書
- 『子どもの「がまん」を育てる本 しつけの迷いを吹き飛ばす』PHP研究所, 2009.10
- 『漱石を愛したフェミニスト 駒尺喜美という人』思想の科学社, 2009.11
- 『「泣けば抱っこ」の甘やかし育児で子どもがダメになる 親の"よかれ"が逆効果?!』PHP研究所, 2012.2

## 共著
- 『エロスとの対話 女は男を知らず、男は女を知らない』木内信胤共著. 新潮社, 1992.7
- 『オトコは舶来 私が愛した外国人』編 1998.3 学陽文庫
- 『0歳からの教育 知っておきたい15のポイント』NMS研究会共著 海鳴社, 1998.5
- 『「主婦の復権」はありうるか。』鈴木由美子共著. 社会思想社, 1999.3
- 『ちゃんと「がまん」のできる子に 愛とけじめのしつけ講座』NMS研究会共著. PHP研究所, 1999.6
- 『あなたの子育て診断します 母親の個性を生かした「子育て」を!』ニュー・マザリングシステム研究会共著 小学館 2000.1
- 『自分を表現できる文章の書き方』和田好子共著. 毎日新聞社, 2000.4
- 『ちゃんと「話のきける子」に 「言うことをきく・きかない」は親次第』NMS研究会共著 PHP研究所, 2001.1
- 『子育ての知恵・しつけのコツ お母さんの悩みと不安にこたえる』NMS研究会共著. PHP研究所, 2001.6
- 『ちゃんと「自分でできる子」に 「生きる力」をはぐくむために』NMS研究会共著 PHP研究所, 2002.8
- 『ちゃんとしつけたはずなのに 「しつけ直し」で子どもは変わる、もっと伸びる!』NMS研究会共著 PHP研究所 2003.7
- 『その「ひと言」が子どもを伸ばす! お母さんのための子育て講座』NMS研究会共著 PHP研究所, 2003.8
- 『ちゃんと「やる気」のだせる子に 子どもの自発性を引きだすために』NMS研究会共著. PHP研究所, 2004.3

## 参考
- “漱石を愛したフェミニスト―駒尺喜美という人”.  紀伊國屋書店. 2013年11月23日閲覧。